# Kuhmühlen
Kuhmühlen (niederdeutsch Kohmöhlen) ist ein Ortsteil der Gemeinde Groß Meckelsen im niedersächsischen Landkreis Rotenburg (Wümme). In früheren Zeiten war Kuhmühlen ein Rittergut mit zahlreichen Ländereien. Das Geschlecht „Schulte von der Lühe“ war hier ansässig. Der Ortsteil hatte am 14. Januar 2017 28 Einwohner.

## Geografie und Verkehr

### Nachbarorte
Nachbarorte sind Marschhorst im Norden, Klein Meckelsen im Nordosten, Groß Meckelsen im Südosten, Volkensen im Südwesten, Freyersen im Südwesten und Weertzen im Westen.

### Gewässer
Kuhmühlen liegt am Kuhbach, einem 10,6 km langen Bach, der rechts in die Oste mündet.

### Verkehr
Über Nebenstraßen ist Kuhmühlen mit Marschhorst, der Landesstraße 142 und der Kreisstraße 123 verbunden.
Die Bundesautobahn 1 (Abschnitt Hamburg–Bremen) verläuft etwa im Abstand von 3 km südöstlich. Die nächste Auffahrt ist die Auffahrt 47 Sittensen, die etwa 7,5 km entfernt ist.

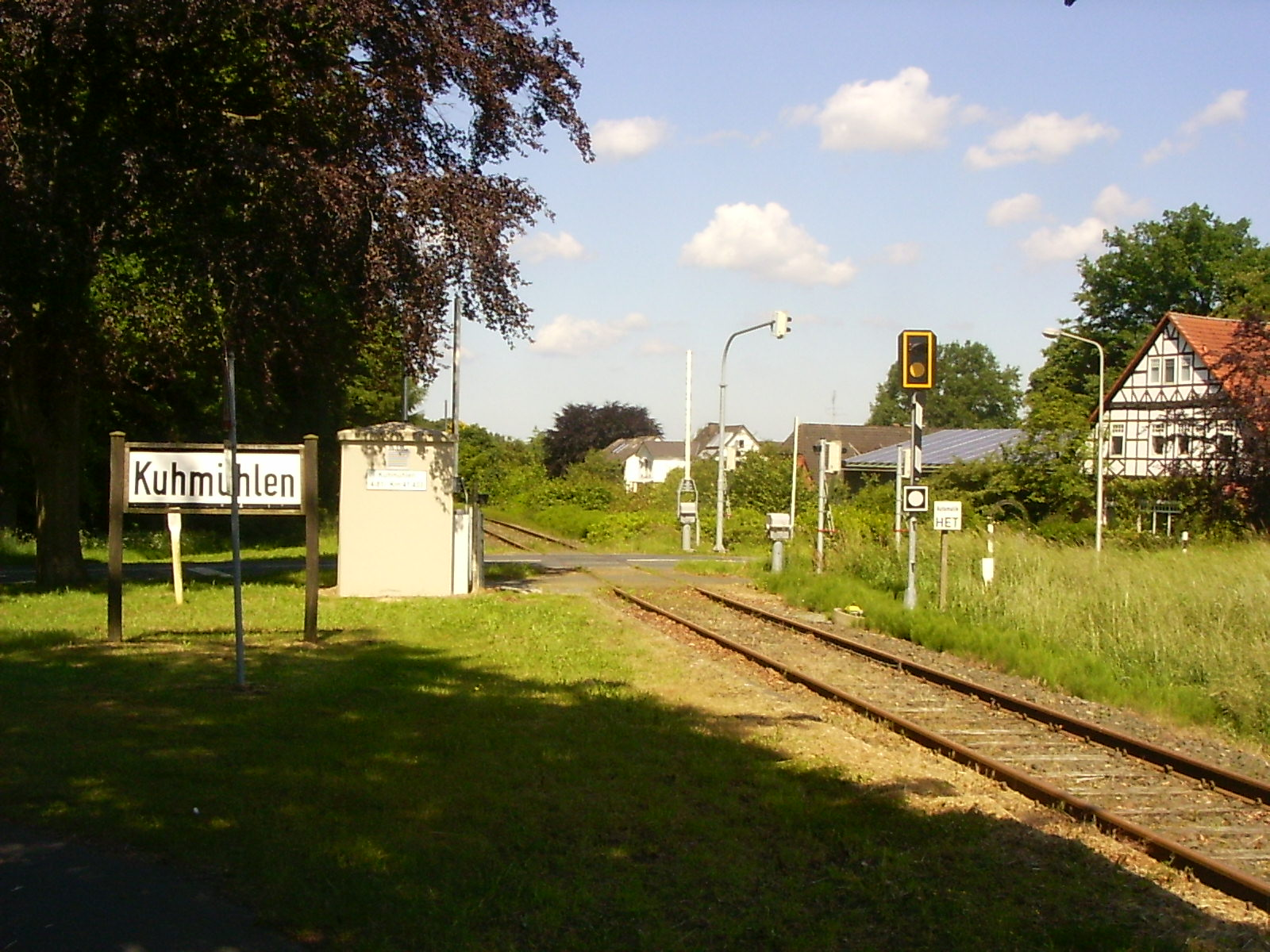
Haltepunkt Kuhmühlen

In Kuhmühlen unterhielt die Deutsche Bahn den Haltepunkt Kuhmühlen, der auf der eingestellten Bahnstrecke Wilstedt–Tostedt liegt. Der Personennahverkehr wurde zwar am 25. September 1971 eingestellt, trotzdem können weiterhin von jedem Bahnhof in Deutschland aus Fahrkarten zu diesem Bahnhof ausgestellt werden; sie gelten in den werktags verkehrenden Bussen der Linie 3606 Zeven–Tostedt der Eisenbahnen und Verkehrsbetriebe Elbe-Weser. Die Bahnhöfe Tostedt, Lauenbrück und Scheeßel an der Bahnstrecke Hamburg–Bremen, jeweils etwa 20 km von Klein Meckelsen entfernt, sind heute die nächstgelegenen Personenbahnhöfe.
Der Güterverkehr kann nach der Instandsetzung 2010 durch die EVB auf der Strecke zwischen Bremerhaven und Hamburg weiterhin angeboten werden.

## Geschichte
Bereits im 13. Jahrhundert wurde der Kuhbach zu einem 2,5 ha großen Mühlenteich aufgestaut und die Mühle errichtet. 1456 erwarb die Familie Schulte von der Lühe die Mühle und ließ dort auch eine Wasserburg anlegen. Im 19. Jahrhundert wurde die Burg abgerissen. Alexander von Schulte musste das Gut dann verkaufen, welches dann von der Klosterkammer Hannover übernommen wurde. Das Gut wurde daraufhin an die Familie Behrens verpachtet. Bis in die 1920er Jahre hinein bildete Kuhmühlen einen eigenen Gutsbezirk. In den 1960er Jahren wurde die Mühle schließlich geschlossen. Von 1977 bis 1994 beherbergte die Anlage die Disko Dream Machine. Heute ist in der Mühle ein Hotelrestaurant untergebracht.

### Einwohnerentwicklung
| Jahr | Einwohner          |
| ---- | ------------------ |
| 1824 | 4 Feuerstellen     |
| 1848 | 39 Leute, 4 Häuser |

### Religion
Kuhmühlen ist evangelisch-lutherisch geprägt und gehört zum Kirchspiel der St.-Dionysius-Kirche in Sittensen.
Für die (wenigen) Katholiken ist die Kirche Heilig Geist in Tostedt zuständig, die seit dem 1. November 2014 zur Kirchengemeinde St. Petrus in Buchholz gehört.

## Bauwerke
- Wassermühle Kuhmühlen vom 18. Jahrhundert in Fachwerk
- Wohn- und Wirtschaftsgebäude Kuhmühler Weg 10 von 1761 in Fachwerk
- Wohn- und Wirtschaftsgebäude Kuhmühler Weg 12 von 1764 in Fachwerk